# مرکز تحقیقات آترواسکلروز اهواز
مرکز تحقیقات آترواسکلروز اهواز یکی از مراکز تحقیقاتی وابسته به دانشگاه علوم پزشکی جندی‌شاپور اهواز که در سال ۱۳۹۱ تأسیس گردید و متعاقب آن منجر به اخذ مجوز اصولی از وزارت بهداشت گردید.
مرکز تحقیقات آترواسکلروز اهواز با برنامه‌ای مدون و روشهای علمی نوین تحقیقات ضروری در حیطه پیشگیری و درمان بیماریهای قلبی و عروقی را به صورتی هدفمند و مؤثر در ارتقاء سلامت مردم را انجام دهد.
همچنین محمد حسن عادل رئیس این مرکز و احمد رضا عصاره معاون پژوهشی آن می‌باشد.

## اهداف راه‌اندازی مرکز
اجرای یک روند رو به رشد در بهبود ارزیابی داخلی و خارجی، با هدف دستیابی به رتبه بندی ملی، جذب اعضای هیئت علمی متخصص و نخبگان و پژوهشگران در مراکز تحقیقاتی، برگزاری کارگاه توانمند سازی، فراهم سازی شرایط و امکانات شرکت اعضاء و کاربرای در سمینارها و کنگره ملی و بین‌المللی، عضویت در مراکز تحقیقاتی شبکه ملی مانند مراکز تحقیقات قلب و عروق دیگر، تصویب و اجرای پروژه‌های تحقیقاتی مشترک بین مراکز استانی و ملی و جذب منابع مالی از سطح استانی و کشوری از اهداف راه‌اندازی این مرکز تحقیقاتی می‌باشد.
این مرکز تاکنون طرح‌های تحقیقاتی و مقالات بی شماری را در زمینه بیماری‌های قلب و عروق به اجرا در آورده است